# Dolni Lukovit
Dolni Lukovit (bulgariska: Долни Луковит) är ett distrikt i Bulgarien.   Det ligger i kommunen Obsjtina Iskăr och regionen Pleven, i den nordvästra delen av landet, 120 km nordost om huvudstaden Sofia.
Trakten runt Dolni Lukovit består till största delen av jordbruksmark. Runt Dolni Lukovit är det ganska glesbefolkat, med 42 invånare per kvadratkilometer.